# Izbijanje tornada
Izbijanje tornada je pojava više tornada izazvanih istim vremenskim sustavom sinoptičke ljestvice. Broj tornada potrebnih da bi se odredio kao izbijanje obično je najmanje šest do deset.
Tornadi se obično javljaju u toku istog dana, ili se nastavljaju u ranim jutarnjim satima sljedećeg dana, te unutar iste regije. Većina definicija omogućava prekid aktivnosti tornada (vrijeme proteklo od kraja posljednjeg tornada do početka sljedećeg tornada) od šest sati. Ako se aktivnost tornada doista nastavi nakon takvog zatišja, mnoge definicije smatraju da je događaj novo izbijanje. Niz kontinuiranih ili gotovo neprekidnih dana izbijanja tornada je redoslijed izbijanja tornada. Izbijanja tornada obično se javljaju od ožujka do lipnja na velikim ravnicama Sjedinjenih Američkih Država i Kanade, srednjeg zapada Sjedinjenih Država i na jugoistoku SAD-a na području koje se kolokvijalno naziva Aleja tornada. Međutim, epidemije tornada događaju se tijekom drugih doba godine i u ostalim dijelovima svijeta. Sekundarna manje aktivna i godišnje nedosljedna „sezona“ tornada u SAD-u događa se u kasnu jesen.
Najveće zabilježeno izbijanje tornada bilo je Veliko izbijanje 2011. godine, s 362 tornada i oko 10 milijardi dolara izravne štete. Ono nadmašuje Veliko izbijanje iz 1974. godine u koje je uračunato 148 tornada. Oboje su se dogodili u Sjedinjenim Državama i Kanadi. Ukupni broj tornada problematična je metoda uspoređivanja izbijanja iz različitih razdoblja, međutim, u SAD-u je posljednjih desetljeća zabilježeno mnogo slabijih tornada, ali ne i jačih nego u prethodnima, zbog poboljšanja njihovog otkrivanja.